# Caronia
Caronia település Olaszországban, Szicília régióban, Messina megyében. Lakosainak száma 3042 fő (2023. január 1.).

## Fekvése
Caronia Acquedolci, Capizzi, Cesarò, Mistretta, San Fratello, Santo Stefano di Camastra és Sant’Agata di Militello községekkel határos.

### Megközelítése
A Caronia vasútállomás a Palermo–Messina-vasútvonalon található.

## Népesség
A település népességének változása:
| Lakosok száma | 3339 | 3279 | 3042 |
|               | 2017 | 2018 | 2023 |